# Télé Liban
Télé Liban (tiếng Ả Rập: تلفزيون لبنان; viết tắt: TL) là đài truyền hình công cộng thuộc sở hữu của chính phủ Liban. Thành lập vào ngày 28 tháng 5 năm 1959.  Télé Liban là thành viên liên kết của tố chức Liên hiệp Phát sóng châu Âu.